# Ejido San Marcos
Ejido San Marcos är en ort i Mexiko, tillhörande kommunen Acolman i delstaten Mexiko. Ejido San Marcos ligger i den centrala delen av landet och tillhör Mexico Citys storstadsområde. Orten hade 290 invånare vid folkräkningen 2010.